# 2. Kongres Stanów Zjednoczonych
2. Kongres Stanów Zjednoczonych – druga kadencja amerykańskiej federalnej władzy ustawodawczej trwająca od 4 marca 1791 roku do 3 marca 1793 roku. W skład Kongresu Stanów Zjednoczonych wchodzą dwie izby: Senat Stanów Zjednoczonych oraz Izba Reprezentantów Stanów Zjednoczonych.

## Posiedzenia
Podczas 2. Kongresu Stanów Zjednoczonych poza jednym specjalnym, jednodniowym posiedzeniem 4 marca 1791 roku miały miejsce dwa zwykłe posiedzenia. Wszystkie odbyły się w Filadelfii.
- Specjalne jednodniowe posiedzenie miało miejsce 4 marca 1791 roku.
- Pierwsze posiedzenie trwało od 24 października 1791 roku do 8 maja 1792 roku.
- Drugie posiedzenie trwało od 5 listopada 1792 roku do 2 marca 1793 roku.

## Senat Stanów Zjednoczonych
Podczas tej kadencji do Senatu wybierano senatorów 1. klasy. Senatorzy 2. i 3. klasy byli wybrani wcześniej w wyborach do poprzedniej kadencji Kongresu.
Przewodniczącym pro tempore Senatu został pierwotnie wybrany Richard Henry Lee reprezentujący stan Wirginia, a po jego ustąpieniu na tym stanowisku zastąpił go John Langdon reprezentujący stan New Hampshire.
Podczas trwania kadencji do Unii przyjęto dwa nowe stany, Vermont i Kentucky. Na przełomie października i listopada 1791 roku w skład senatu zostali zaprzysiężeni przedstawiciele stanu Vermont, a w listopadzie 1792 roku przedstawiciele stanu Kentucky.

### Skład Senatu
| Stan                | Klasa | Senator                        | Uwagi                                  |
| ------------------- | ----- | ------------------------------ | -------------------------------------- |
| Connecticut         | 1     | Oliver Ellsworth               |                                        |
| Connecticut         | 3     | William Samuel Johnson         | Zrezygnował 4 marca 1791 roku.         |
| Connecticut         | 3     | Nieobsadzone                   | Od 4 marca do 13 czerwca 1791 roku.    |
| Connecticut         | 3     | Roger Sherman                  | Objął urząd 24 października 1791 roku. |
| Delaware            | 1     | George Read                    |                                        |
| Delaware            | 2     | Richard Bassett                |                                        |
| Georgia             | 2     | William Few                    |                                        |
| Georgia             | 3     | James Gunn                     |                                        |
| Karolina Południowa | 2     | Pierce Butler                  |                                        |
| Karolina Południowa | 3     | Ralph Izard                    |                                        |
| Kentucky            | 2     | John Brown                     | Objął urząd 5 listopada 1792 roku.     |
| Kentucky            | 3     | John Edwards                   | Objął urząd 5 listopada 1792 roku.     |
| Karolina Północna   | 2     | Samuel Johnston                |                                        |
| Karolina Północna   | 3     | Benjamin Hawkins               |                                        |
| Maryland            | 1     | Charles Carroll (z Carrollton) | Zrezygnował 30 listopada 1792 roku.    |
| Maryland            | 1     | Richard Potts                  |                                        |
| Maryland            | 3     | John Henry                     |                                        |
| Massachusetts       | 1     | George Cabot                   |                                        |
| Massachusetts       | 2     | Caleb Strong                   |                                        |
| New Hampshire       | 2     | Paine Wingate                  |                                        |
| New Hampshire       | 3     | John Langdon                   |                                        |
| New Jersey          | 1     | John Rutherfurd                |                                        |
| New Jersey          | 2     | Philemon Dickinson             |                                        |
| Nowy Jork           | 1     | Aaron Burr                     |                                        |
| Nowy Jork           | 3     | Rufus King                     |                                        |
| Pensylwania         | 1     | Nieobsadzone                   |                                        |
| Pensylwania         | 3     | Robert Morris                  |                                        |
| Rhode Island        | 1     | Theodore Foster                |                                        |
| Rhode Island        | 2     | Joseph Stanton Jr.             |                                        |
| Vermont             | 1     | Moses Robinson                 | Objął urząd 31 października 1791 roku. |
| Vermont             | 3     | Stephen Row Bradley            | Objął urząd 4 listopada 1791 roku.     |
| Wirginia            | 1     | James Monroe                   |                                        |
| Wirginia            | 2     | Richard Henry Lee              | Zrezygnował 8 października 1792 roku.  |
| Wirginia            | 2     | John Taylor                    |                                        |

## Izba Reprezentantów Stanów Zjednoczonych
Spikerem Izby Reprezentantów 24 października 1791 roku wybrano Jonathana Trumbulla reprezentującego stan Connecticut.